# اراتا إيزومي
اراتا إيزومي (31 يوليو 1982 بشيمونوسيكي في اليابان - ) هو لاعب كرة قدم هندي في مركز الوسط. شارك مع منتخب الهند لكرة القدم. أما مع النوادي، فقد لعب مع نادي ألبيريكس نيغاتا ونادي إيست بنغال ونادي بونه ونادي مومباي لكرة القدم وMahindra United FC ‏ وأتلتيكو كلكتا وMitsubishi Mizushima FC ‏.

## روابط خارجية
- اراتا إيزومي على موقع إي إس بي إن إف سي (الإنجليزية)
- اراتا إيزومي على موقع قاعدة بيانات كرة القدم.إي يو (الإنجليزية)
- اراتا إيزومي على موقع ناشيونال فوتبول تيمز (الإنجليزية)
- اراتا إيزومي على موقع Soccerway.com (الإنجليزية)
- اراتا إيزومي على موقع عالم كرة القدم.نت (الإنجليزية)
- اراتا إيزومي على موقع GSA (الإنجليزية)